# Kumaraja
| Tibetische Bezeichnung              |
| ----------------------------------- |
| Wylie-Transliteration: ku ma ra dza |
| Chinesische Bezeichnung             |
| Vereinfacht: 估玛惹杂               |
| Pinyin:Gumareza                     |

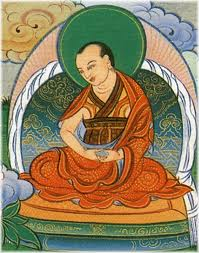
Kumaraja

Kumaraja (tib. ku ma ra dza; geb. 1266; gest. 1343) war ein Dzogchen-Meister in der Linie des Vima Nyingthig (Bi ma’i snying thig).
Der Nyingma-Lama war ein Tibeter mit indischem Namen. Er war ein Schüler von Melong Dorje (1243–1303). Zu seinen eigenen Schülern wiederum zählten zwei überragende Persönlichkeiten: Longchenpa (1308–1363) und Rangjung Dorje (1284–1339), der 3. Karmapa.